# أولاد الحضرني (الجدات)
أولاد الحضرني هو دُوَّار يقع بجماعة سيدي العايدي، إقليم سطات، جهة الدار البيضاء سطات في المملكة المغربية. ينتمي الدوّار لمشيخة الجدات التي تضم 13 دوار. يقدر عدد سكانه بـ 451 نسمة حسب الإحصاء الرسمي للسكان والسكنى لسنة 2004.

## روابط خارجية
- البوابة الوطنية للجماعات الترابية
- المندوبية السامية للتخطيط